# 阿里科-博尔德
阿里科-博尔德（法語：Arricau-Bordes，法語發音：[aʁiko bɔʁd]）是法国大西洋比利牛斯省的一个市镇，属于波城区。该市镇于1861-1866年间由原市镇阿里科（Arricau）和博尔德（Bordes）合并而成。

## 地理
阿里科-博尔德（43°29'36"N, 0°8'5"W）面积8.1 平方千米，位于法国新阿基坦大区大西洋比利牛斯省，该省份为法国东南部省份，涵盖了贝阿恩与北巴斯克，西临大西洋比斯開灣，北至朗德省，东北接热尔省，东临上比利牛斯省，南与西班牙接壤。
与阿里科-博尔德接壤的市镇（或旧市镇、城区）包括：维亚莱、欧里永-伊代尔讷、卡迪永、卡斯蒂永（朗贝县）、加永、塞梅阿克-布拉雄。

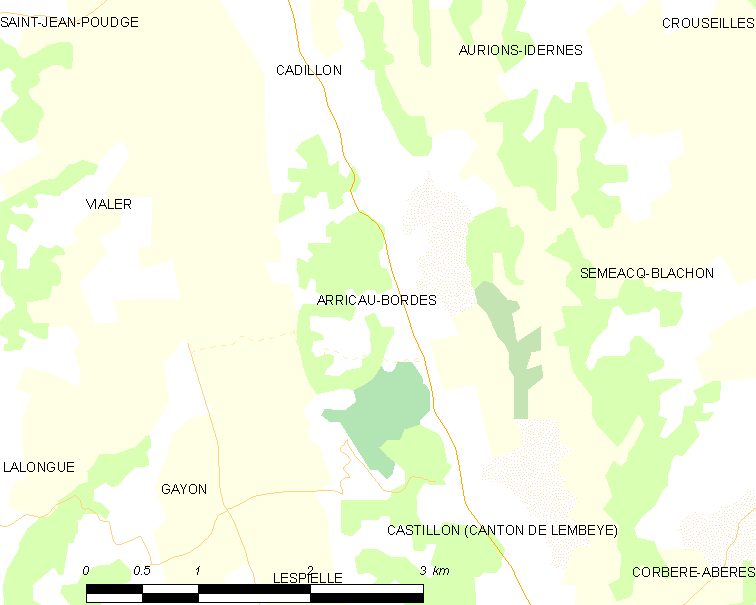
阿里科-博尔德的OSM定位图

阿里科-博尔德的时区为UTC+01:00、UTC+02:00（夏令时）。

## 行政
阿里科-博尔德的邮政编码为64350，INSEE市镇编码为64052。

## 政治
阿里科-博尔德所属的省级选区为吕伊河土地和维克比伊山坡县。

## 人口

1962-2008年间阿里科-博尔德人口变化图示

阿里科-博尔德于2022年1月1日时的人口数量为105人。